# Oospira antilopina
Oospira antilopina is een slakkensoort uit de familie van de Clausiliidae. De wetenschappelijke naam van de soort is voor het eerst geldig gepubliceerd in 1885 door Heude.

## Ondersoorten
- Oospira antilopina antilopa H. Nordsieck, 2016
- Oospira antilopina antilopina (Heude, 1885)